# Piccolo Giro di Lombardia 2013
Il Piccolo Giro di Lombardia 2013, ottantacinquesima edizione della corsa e valida come evento dell'UCI Europe Tour 2013 categoria 1.2 riservato a Under 23 e dilettanti, si svolse il 5 ottobre 2013 su un percorso di 166,5 km. Fu vinta dall'italiano Davide Villella, al traguardo con il tempo di 3h53'53" alla media di 42,71 km/h.
Al traguardo 53 ciclisti portarono a termine il percorso.

## Ordine d'arrivo (Top 10)
| Pos. | Corridore           | Squadra        | Tempo    |
| ---- | ------------------- | -------------- | -------- |
| 1    | Davide Villella     | Team Colpack   | 3h53'53" |
| 2    | Iuri Filosi         | Viris Maserati | a 27"    |
| 3    | Gianfranco Zilioli  | Team Colpack   | a 30"    |
| 4    | Pierre-Roger Latour | Chambéry       | a 37"    |
| 5    | Davide Orrico       | Team Colpack   | s.t.     |
| 6    | Luca Benedetti      | Futura Team    | s.t.     |
| 7    | Matej Mohorič       | Slovenia       | s.t.     |
| 8    | Corrado Lampa       | Delio Gallina  | s.t.     |
| 9    | Clément Chevrier    | Chambéry       | s.t.     |
| 10   | Paolo Colonna       | Team Colpack   | a 50"    |